# アマリロ湖
アマリロ湖（英語: Amarillo Lake）とは、北アメリカ大陸の南部に存在する、小さな湖の1つである。

## 概要
アマリロ湖は、北緯35度13分09秒 西経101度51分12秒付近に位置しており、この場所はアメリカ合衆国南部のテキサス州北端部のポッター郡の郡庁所在地であるアマリロ市に属している。なお、湖面の標高は、約1101 mである。
なお、アマリロ湖の北岸には、マーティン・ルーサー・キング・ジュニア公園（英語: Martin Luther King Jr. Park）が整備されている。

## 名称について
アマリロ湖は、アマリロ市の名称の由来となったという説がある。ただし、周辺には西アマリロ川（英語: West Amarillo Creek）と東アマリロ川（英語: East Amarillo Creek）も流れており、こちらが名前の由来となったという説もある。「Amarillo」と言う単語は「黄色」や「黄色の」と言う意味のスペイン語である。これらの「Amarillo」と付く湖や川は、湖岸や河岸の土が黄色であったことから、「黄色の湖」や「東の黄色の小川」や「西の黄色の小川」と命名されたとの説が存在する。また、そうではなくて、この湖や小川の一帯に自生する野草が、春や夏に黄色の花を咲かせることから、「黄色の」と命名されたとの説も存在していて、ハッキリとはしない。なお、スペイン語で「Amarillo」は「アマリロ」とは発音せず、「アマリジョ」や「アマリージョ」に近い発音であるものの、後に、英語風に「アマリロ」に近い発音に変化して現在に至っている。